# Problem (hitomiの曲)
「problem」（プロブレム）は、hitomiの9枚目のシングルである。1997年6月11日発売。規格品番はAVDD-20193。本体価格は971円。

## 解説
- 資生堂「コスメニティ ヘアマニキュアジュア」CMソング。
- 歌詞はサビの部分の4行分が先に出来ていて、残りをロサンゼルスで仕上げた[1]。
- 歌詞はバックトラックの情熱的な雰囲気に刺激を受けた後[1]、「愛せる理想の男性像」を考えた際に「それぞれ求めるものがあって、自分の道を進んでいる。たとえ離れていても、つながりは残っている。そんな関係を一緒に築ける人」「ただのラブソングにはしたくない」と考えながら言葉をつむいで行き[2]、最終的に「悪いものも良いものも飲み込める自分」[3]「自分が普段感じること・ビジネス上生じる問題・仕方の無いことを愛を持ってそれらを納得して受け入れていれば、また色んなことに出会えたり、次の段階にいけるんじゃないか」[1]をテーマにしている。
- 1997年4月末から3週間、ロサンゼルスで本作とアルバム『déjà-vu』のための歌詞を書き、本作のレコーディングとジャケット撮影を同時に行った[3]。

## 収録曲
作詞：hitomi / 作曲・編曲：小室哲哉 / Mixed by Eddie Delena
1. problem [STRAIGHT RUN] (4:39)
2. problem [NERVOUS BREAKDOWN MIX] (4:56)
3. problem [INSTRUMENTAL] (4:36)

## 楽曲の収録アルバム
- déjà-vu (#1)
- h (#1)
- SELF PORTRAIT (#1、SELF PORTRAIT version)
- peace (#1)